# 歐大年
歐大年（英語：Daniel L. Overmyer，1935年8月20日—2021年11月24日）是加拿大历史学家和宗教学者，曾任英属哥伦比亚大学亚洲研究系和中国研究中心的名誉教授。
歐大年是研究中国民俗思想、宗教和文化的先驱，研究近代中国民間宗教教派及其文本，以及村落中（特别是华北地区）的宗教仪式和信仰。

## 生平
歐大年於1935年出生於俄亥俄州哥伦布市。於1966年取得芝加哥大學宗教史碩士。1971年獲得博士學位。2021年因癌症逝世於溫哥華。

## 著作
- 《中国民间宗教教派研究》（Folk Buddhist Religion: Dissenting Sects in Late Traditional China），劉心勇譯，上海古籍出版社
- 《寶卷——十六至十七世紀中國宗教經卷導論》（Precious Volumes: An Introduction to Chinese Sectarian Scriptures from the Sixteenth and Seventeenth Centuries），馬睿譯，中央編譯出版社